# 2018-as Teen Choice Awards
A 2018-as Teen Choice Awards a 2017-es év legjobb filmes, televíziós és zenés alakításait értékelte. A díjátadót 2018. augusztus 12-én tartották az Inglewoodi The Forumban, a műsor házigazdája Nick Cannon és Lele Pons volt. A ceremóniát a Fox televízióadó közvetítette élőben, a jelöltek listáját pedig 2018. június 13-án  és június 22-én hozták nyílvánosságra.

## Győztesek és jelöltek
Forrás:

### Filmek
| Legjobb akciófilm | Legjobb színész akciófilmben |
| --- | --- |
| - Bosszúállók: Végtelen háború - Az Igazság Ligája - Az útvesztő: Halálkúra - Tűzgyűrű: Lázadás - Tomb Raider | - Robert Downey Jr. – Bosszúállók: Végtelen háború (Tony Stark / Vasember) - John Boyega – Tűzgyűrű: Lázadás (Jake Pentecost) - Henry Cavill – Az Igazság Ligája (Clark Kent / Superman) - Chris Evans – Bosszúállók: Végtelen háború (Steve Rogers / Amerika Kapitány) - Tom Holland – Bosszúállók: Végtelen háború (Peter Parker / Pókember) - Dylan O'Brien – Az útvesztő: Halálkúra (Thomas) |
| Legjobb színésznő akciófilmben | Legjobb sci-Fi |
| - Scarlett Johansson – Bosszúállók: Végtelen háború (Natasha Romanoff / Fekete Özvegy) - Amy Adams – Az Igazság Ligája (Lois Lane) - Gal Gadot – Az Igazság Ligája (Diana Prince / Wonder Woman) - Elizabeth Olsen – Bosszúállók: Végtelen háború (Wanda Maximoff / Skarlát Boszorkány) - Zoe Saldana – Bosszúállók: Végtelen háború (Gamora) - Alicia Vikander – Tomb Raider (Lara Croft) | - Fekete Párduc - Szárnyas fejvadász 2049 - Rampage – Tombolás - Ready Player One - Thor: Ragnarök |
| Legjobb színész sci-fiben | Legjobb színésznő sci-fiben |
| - Chris Hemsworth – Thor: Ragnarök (Thor) - Chadwick Boseman – Fekete Párduc (T'Challa / Fekete Párduc) - Ryan Gosling – Szárnyas fejvadász 2049 (K) - Dwayne Johnson – Rampage – Tombolás (Davis Okoye) - Mark Ruffalo – Thor: Ragnarök (Bruce Banner / Hulk) - Tye Sheridan – Ready Player One (Wade Watts / Parzival)                                                                   | - Letitia Wright – Fekete Párduc (Shuri) - Olivia Cooke – Ready Player One (Samantha Cook / Art3mis) - Danai Gurira – Fekete Párduc (Okoye) - Naomie Harris – Rampage – Tombolás (Dr. Kate Caldwell) - Lupita Nyong'o – Fekete Párduc (Nakia) - Tessa Thompson – Thor: Ragnarök (Valkűr) |
| Legjobb filmdráma | Legjobb színész filmdrámában |
| - A legnagyobb showman - Éjjeli napfény - Gyilkosság az Orient expresszen - Hang nélkül - Felelsz vagy mersz - Az igazi csoda | - Zac Efron – A legnagyobb showman (Phillip Carlyle) - Timothée Chalamet – Lady Bird (Kyle Scheible) - Hugh Jackman – A legnagyobb showman (P. T. Barnum) - Leslie Odom Jr. – Gyilkosság az Orient expresszen (Dr. Arbuthnot) - Patrick Schwarzenegger – Éjjeli napfény (Charlie) - Jacob Tremblay – Az igazi csoda (August "Auggie" Pullman)                                                    |
| Legjobb színésznő filmdrámában | Legjobb vígjáték |
| - Zendaya – A legnagyobb showman (Anne Wheeler) - Lucy Hale – Felelsz vagy mersz (Olivia Barron) - Daisy Ridley – Gyilkosság az Orient expresszen (Mary Debenham) - Julia Roberts – Az igazi csoda (Isabel Pullman) - Saoirse Ronan – Lady Bird (Christine "Lady Bird" McPherson) - Bella Thorne – Éjjeli napfény (Katie Price)                                                            | - Kszi, Simon - Megjött apuci 2. - Túl szexi lány - Jumanji – Vár a dzsungel - Átejtve - Tökéletes hang 3. |
| Legjobb színész vígjátékban | Legjobb színésznő vígjátékban |
| - Dwayne Johnson – Jumanji – Vár a dzsungel (Dr. Smolder Bravestone) - Jack Black – Jumanji – Vár a dzsungel (Sheldon Oberon) - Eugenio Derbez – Átejtve (Leonardo Montenegro) - Will Ferrell – Megjött apuci 2. (Brad Whitaker) - Kevin Hart – Jumanji – Vár a dzsungel (Franklin "Mouse" Finbar) - Mark Wahlberg – Megjött apuci 2. (Dusty Mayron)                                       | - Anna Kendrick – Tökéletes hang 3. (Beca Mitchell) - Anna Faris – Átejtve (Kate Sullivan) - Karen Gillan – Jumanji – Vár a dzsungel (Ruby Roundhouse) - Amy Schumer – Túl szexi lány (Renee Bennett) - Hailee Steinfeld – Tökéletes hang 3. (Emily Junk) - Rebel Wilson – Tökéletes hang 3. (Patricia "Fat Amy" Hobart)                                                                         |
| Legjobb fantasy | Legjobb színész fantasyban |
| - Coco - Nyúl Péter - Star Wars: Az utolsó Jedik - Időcsavar | - Anthony Gonzalez – Coco (Miguel) - John Boyega – Star Wars: Az utolsó Jedik (Finn) - James Corden – Nyúl Péter (Nyúl Péter) - Gael García Bernal – Coco (Héctor) - Mark Hamill – Star Wars: Az utolsó Jedik (Luke Skywalker) - Oscar Isaac – Star Wars: Az utolsó Jedik (Poe Dameron) |
| Legjobb színésznő fantasyban | Legjobb áttörő alakítást nyújtó színész |
| - Carrie Fisher (posztumusz) – Star Wars: Az utolsó Jedik (Leia Organa) - Mindy Kaling – Időcsavar (Mrs. Who) - Storm Reid – Időcsavar (Meg Murry) - Daisy Ridley – Star Wars: Az utolsó Jedik (Rey) - Oprah Winfrey – Időcsavar (Mrs. Which) - Reese Witherspoon – Időcsavar (Mrs. Whatsit)                                                                                               | - Nick Robinson – Kszi, Simon (Simon Spier) - Olivia Cooke – Ready Player One (Samantha Cook / Art3mis) - Sophia Lillis – It (Beverly Marsh) - Keala Settle – A legnagyobb showman (Lettie Lutz) - Kelly Marie Tran – Star Wars: Az utolsó Jedik (Rose Tico) - Letitia Wright – Fekete Párduc (Shuri)                                                                                            |
| Legjobb kémia filmben | Legjobb gonosz |
| - Zac Efron és Zendaya – A legnagyobb showman - Chadwick Boseman és Lupita Nyong'o – Fekete Párduc - Sophia Lillis és Jeremy Ray Taylor – Az - Dylan O'Brien és Kaya Scodelario – Az útvesztő: Halálkúra - Nick Robinson és Keiynan Lonsdale – Kszi, Simon - Bella Thorne és Patrick Schwarzenegger – Éjjeli napfény                                                                       | - Michael B. Jordan – Fekete Párduc (N'Jadaka / Erik "Koncoló" Stevens) - Cate Blanchett – Thor: Ragnarök (Hela) - Josh Brolin – Bosszúállók: Végtelen háború (Thanos) - Adam Driver – Star Wars: Az utolsó Jedik (Kylo Ren) - Aidan Gillen – Az útvesztő: Halálkúra (Janson) - Bill Skarsgård – Az (Az / Krajcáros)                                                                             |
| Legjobb nyári film | Legjobb színész nyári filmben |
| - A Hihetetlen család 2. - Sodródás - Jurassic World: Bukott birodalom - A partiállat - Ocean’s 8 – Az évszázad átverése - Solo: Egy Star Wars-történet | - Chris Pratt – Jurassic World: Bukott birodalom (Owen Grady) - Sam Claflin – Sodródás (Richard Sharp) - Julian Dennison – Deadpool 2. (Russell Collins / Tűzököl) - Alden Ehrenreich – Solo: Egy Star Wars-történet (Han Solo) - Donald Glover – Solo: Egy Star Wars-történet (Lando Calrissian) - Ryan Reynolds – Deadpool 2. (Wade Wilson / Deadpool)                                         |
| Legjobb színésznő nyári filmben | |
| - Bryce Dallas Howard – Jurassic World: Bukott birodalom (Claire Dearing) - Zazie Beetz – Deadpool 2. (Dominó) - Sandra Bullock – Ocean’s 8 – Az évszázad átverése (Debbie Ocean) - Emilia Clarke – Solo: Egy Star Wars-történet (Qi'ra) - Melissa McCarthy – A partiállat (Deanna "Dee Rock" Miles) - Shailene Woodley – Sodródás (Tami Oldham)                                           | |

### Televízió
| Legjobb drámasorozat | Legjobb színész drámasorozatban |
| --- | --- |
| - Riverdale - Empire - Famous in Love - The Fosters - Kegyetlen csillogás - Rólunk szól | - Cole Sprouse – Riverdale (Jughead Jones) - KJ Apa – Riverdale (Archie Andrews) - Sterling K. Brown – Rólunk szól (Randall Pearson) - Freddie Highmore – Doktor Murphy (Dr. Shaun Murphy) - Jussie Smollett – Empire (Jamal Lyon) - Jesse Williams – A Grace klinika (Jackson Avery) |
| Legjobb színésznő drámasorozatban | Legjobb sci-Fi/fantasysorozat |
| - Lili Reinhart – Riverdale (Betty Cooper) - Ryan Destiny – Kegyetlen csillogás (Alexandra Crane) - Camila Mendes – Riverdale (Veronica Lodge) - Chrissy Metz – Rólunk szól (Kate Pearson) - Maia Mitchell – The Fosters (Callie Adams-Foster) - Bella Thorne – Famous in Love (Paige Townsen)                                                                            | - Árnyvadászok: A végzet ereklyéi - A visszatérők - IZombie - The Originals – A sötétség kora - Stranger Things - Odaát |
| Legjobb színész sci-Fi/fantasysorozatban | Legjobb színésznő sci-Fi/fantasysorozatban |
| - Matthew Daddario – Árnyvadászok: A végzet ereklyéi (Alec Lightwood) - Gaten Matarazzo – Stranger Things (Dustin Henderson) - Joseph Morgan – The Originals – A sötétség kora (Klaus Mikaelson) - Bob Morley – A visszatérők (Bellamy Blake) - Dominic Sherwood – Árnyvadászok: A végzet ereklyéi (Jace Herondale) - Finn Wolfhard – Stranger Things (Mike Wheeler)      | - Millie Bobby Brown – Stranger Things (Eleven) - Rose McIver – IZombie (Olivia "Liv" Moore) - Katherine McNamara – Árnyvadászok: A végzet ereklyéi (Clarissa "Clary Fray" Fairchild) - Lana Parrilla – Egyszer volt, hol nem volt (Regina Mills / Gonosz királynő) - Eliza Taylor – A visszatérők (Clarke Griffin) - Emeraude Toubia – Árnyvadászok: A végzet ereklyéi (Isabelle Lightwood) |
| Legjobb akciósorozat | Legjobb színész akciósorozatban |
| - Flash – A Villám - A S.H.I.E.L.D. ügynökei - A zöld íjász - Gotham - Halálos fegyver - Supergirl | - Grant Gustin – Flash – A Villám (Barry Allen / Flash) - Stephen Amell – A zöld íjász (Oliver Queen / A zöld íjász) - David Mazouz – Gotham (Bruce Wayne) - Lucas Till – MacGyver (Angus MacGyver) - Damon Wayans – Halálos fegyver (Roger Murtaugh) - Chris Wood – Supergirl (Mon-El) |
| Legjobb színésznő akciósorozatban | Legjobb vígjátéksorozat |
| - Melissa Benoist – Supergirl (Kara Danvers / Supergirl) - Chloe Bennet – A S.H.I.E.L.D. ügynökei (Daisy "Skye" Johnson / Quake) - Caity Lotz – A holnap legendái (Sara Lance / Fehér Kanári) - Danielle Panabaker – Flash – A Villám (Caitlin Snow / Gyilkos Fagy) - Candice Patton – Flash – A Villám (Iris West) - Emily Bett Rickards – A zöld íjász (Felicity Smoak) | - Agymenők - Feketék fehéren - Még mindig Bír-lak - A Jó Hely - Szeplőtelen Jane - Modern család |
| Legjobb színész vígjátéksorozatban | Legjobb színésznő vígjátéksorozatban |
| - Jaime Camil – Szeplőtelen Jane (Rogelio de la Vega) - Anthony Anderson – Feketék fehéren (Andre "Dre" Johnson Sr.) - Elias Harger – Még mindig Bír-lak (Max Fuller) - Rico Rodriguez – Modern család (Manny Delgado) - Andy Samberg – Brooklyn 99 – Nemszázas körzet (Jake Peralta) - Hudson Yang – Amerika Huangjai (Eddie Huang)                                      | - Gina Rodriguez – Szeplőtelen Jane (Jane Villanueva) - Kristen Bell – A Jó Hely (Eleanor Shellstrop) - Candace Cameron Bure – Még mindig Bír-lak (D.J. Tanner-Fuller) - America Ferrera – Superstore (Amy Dubanowski) - Sarah Hyland – Modern család (Haley Dunphy) - Yara Shahidi – Feketék fehéren és Grown-ish (Zoey Johnson)                                                            |
| Legjobb rajzfilmsorozat | Legjobb valóságshow |
| - Miraculous – Katicabogár és Fekete Macska kalandjai - Bob burgerfalodája - Family Guy - Rick és Morty - A Simpson család - Steven Universe | - Keeping Up with the Kardashians - The Four: Battle for Stardom - Lip Sync Battle - MasterChef Junior - Total Divas - The Voice |
| Legjobb áttörő alakítást nyújtó színész | Legnosztalgikusabb sorozat |
| - Vanessa Morgan – Riverdale (Toni Topaz) - Iain Armitage – Az ifjú Sheldon (Sheldon Cooper) - Lyric Ross – Rólunk szól (Deja) - Luka Sabbat – Grown-ish (Luca Hall) - Oliver Stark – 911 L.A. (Evan "Buck" Buckley) - Nafessa Williams – Fekete Villám (Anissa Pierce / Thunder)                                                                                         | - Jóbarátok - Dawson és a haverok - Kaliforniába jöttem - Gossip Girl – A pletykafészek - Tuti gimi - Azok a 70-es évek show |
| Legjobb tévés személyiség | Legjobb tévés főgonosz |
| - Chrissy Teigen – Lip Sync Battle - Hailey Baldwin – Drop the Mic - Kelly Clarkson – The Voice - Derek Hough – World of Dance - DJ Khaled – The Four: Battle for Stardom - Meghan Trainor – The Four: Battle for Stardom | - Mark Consuelos – Riverdale (Hiram Lodge) - Odette Annable – Supergirl (Samantha Arias / Reign) - Gabrielle Anwar – Egyszer volt, hol nem volt (Rapunzel Tremaine) - Anna Hopkins – Árnyvadászok: A végzet ereklyéi (Lilith) - Mind Flayer – Stranger Things - Cameron Monaghan – Gotham (Jerome Valeska / Jeremiah Valeska)                                                                |
| Legkiemelkedőbb műsor | Legjobb nyári sorozat |
| - Az én környékemen - 911 L.A. - Anne otthonra talál - Fekete Villám - A Rezidens - Szirén | - So You Think You Can Dance - Beat Shazam - The Bold Type - Cloak & Dagger - Cobra Kai - Total Bellas |
| Legjobb színész nyári sorozatban | Legjobb kémia sorozatban |
| - Olivia Holt – Cloak & Dagger (Tandy Bowen / Kard) - Aisha Dee – The Bold Type (Kat Edison) - Meghann Fahy – The Bold Type (Sutton Brady) - Aubrey Joseph – Cloak & Dagger (Tyrone Johnson / Köpeny) - Xolo Maridueña – Cobra Kai (Miguel Diaz) - Katie Stevens – The Bold Type (Jane Sloan)                                                                             | - Cole Sprouse ésLili Reinhart – Riverdale - Stephen Amell és Emily Bett Rickards – A zöld íjász - KJ Apa és Camila Mendes – Riverdale - Millie Bobby Brown és Finn Wolfhard – Stranger Things - Matthew Daddario és Harry Shum Jr. – Árnyvadászok: A végzet ereklyéi - Grant Gustin és Candice Patton – Flash – A Villám                                                                    |

### Film és televíziós
| Legjobb jelenetlopó | Legjobb csók |
| --- | --- |
| - Vanessa Morgan – Riverdale (Toni Topaz) - Charlie Heaton – Stranger Things (Jonathan Byers) - Tom Hiddleston – Thor: Ragnarök (Loki) - Nick Jonas – Jumanji – Vár a dzsungel (Jefferson "Seaplane" McDonough) - Katie McGrath – Supergirl (Lena Luthor) - Taika Waititi – Thor: Ragnarök (Korg) | - Cole Sprouse és Lili Reinhart – Riverdale - Chadwick Boseman és Lupita Nyong'o – Fekete Párduc - Millie Bobby Brown és Finn Wolfhard – Stranger Things - Zac Efron és Zendaya – A legnagyobb showman - Chris Pratt és Zoe Saldana – Bosszúállók: Végtelen háború - Gina Rodriguez és Justin Baldoni – Szeplőtelen Jane |
| Leghisztisebb karakter | |
| - Madelaine Petsch – Riverdale - Jack Black – Jumanji – Vár a dzsungel - Adam Driver – Star Wars: Az utolsó Jedik - Kevin Hart – Jumanji – Vár a dzsungel - Joe Keery – Stranger Things - Mark Ruffalo – Bosszúállók: Végtelen háború                                                             | |

### Zene
| Legjobb férfi zenész | Legjobb női zenész |
| --- | --- |
| - Louis Tomlinson - Drake - Niall Horan - Bruno Mars - Shawn Mendes - Ed Sheeran | - Camila Cabello - Taylor Swift - Cardi B - Ariana Grande - Dua Lipa - Demi Lovato |
| Legjobb együttes | Legjobb rockzenész |
| - 5 Seconds of Summer - Fifth Harmony - Florida Georgia Line - Maroon 5 - Migos - Why Don't We | - Imagine Dragons - Panic! at the Disco - Paramore - Portugal. The Man - Twenty One Pilots - X Ambassadors |
| Legjobb countryzenész | Legjobb R&B/Hip-Hop zenész |
| - Carrie Underwood - Kelsea Ballerini - Kane Brown - Maren Morris - Thomas Rhett - Blake Shelton | - Cardi B - Childish Gambino - Drake - Khalid - Nicki Minaj - Post Malone |
| Legjobb elektronikus zenész/táncművész | Legjobb latin zenész |
| - The Chainsmokers - Steve Aoki - Martin Garrix - Calvin Harris - Marshmello - Zedd | - CNCO - J Balvin - Daddy Yankee - Luis Fonsi - Becky G - Maluma |
| Legjobb zeneszám férfi zenésztől | Legjobb zeneszám női zenésztől |
| - "Perfect" – Ed Sheeran - "Attention" – Charlie Puth - "God's Plan" – Drake - "LOVE." – Kendrick Lamar feat. Zacari - "Say Something" – Justin Timberlake feat. Chris Stapleton - "This Is America" – Childish Gambino                                               | - "Havana" – Camila Cabello feat. Young Thug - "Bad at Love" – Halsey - "Look What You Made Me Do" – Taylor Swift - "New Rules" – Dua Lipa - "No Tears Left to Cry" – Ariana Grande - "Sorry Not Sorry" – Demi Lovato                                                                                        |
| Legjobb zeneszám együttestől | Legjobb countryszám |
| - "Youngblood" – 5 Seconds of Summer - "Feel It Still" – Portugal. The Man - "Say Amen (Saturday Night)" – Panic! at the Disco - "Trust Fund Baby" – Why Don't We - "Wait" – Maroon 5 - "Whatever It Takes" – Imagine Dragons                                         | - "Meant to Be" – Bebe Rexha feat. Florida Georgia Line - "Cry Pretty" – Carrie Underwood - "Heaven" – Kane Brown - "Life Changes" – Thomas Rhett - "Mercy" – Brett Young - "Most People Are Good" – Luke Bryan                                                                                              |
| Legjobb rockszám | Legjobb R&B/Hip-Hopszám |
| - "Whatever It Takes" – Imagine Dragons - "Alone" – Halsey - "Hard Times" – Paramore - "High Hopes" – Panic! at the Disco - "No Roots" – Alice Merton - "Sit Next to Me" – Foster the People                                                                          | - "Love Lies" – Khalid feat. Normani - "All the Stars" – Kendrick Lamar feat SZA - "Finesse (Remix)" – Bruno Mars feat. Cardi B - "God's Plan" – Drake - "Let You Down" – NF - "This Is America" – Childish Gambino                                                                                          |
| Legjobb elektronikus/táncos szám | Legjobb latin szám |
| - "All Night" – Steve Aoki feat. Lauren Jauregui - "Friends" – Marshmello feat. Anne-Marie - "The Middle" – Zedd feat. Maren Morris, Grey - "One Kiss" – Calvin Harris feat. Dua Lipa - "Perfect" – Topic feat. Ally Brooke - "Solo" – Clean Bandit feat. Demi Lovato | - "Familiar" – Liam Payne feat. J Balvin - "Boom Boom" – RedOne feat. Daddy Yankee, French Montana, Dinah Jane - "Dinero" – Jennifer Lopez feat. DJ Khaled, Cardi B - "Hey DJ" – CNCO - "Mi Gente" – J Balvin feat. Willy William - "Échame la Culpa" – Luis Fonsi feat. Demi Lovato                         |
| Legjobb popszám | Legjobb együttműködés |
| - "In My Blood" – Shawn Mendes - "Delicate" – Taylor Swift - "Don't Go Breaking My Heart" – Backstreet Boys - "No Excuses" – Meghan Trainor - "No Tears Left to Cry" – Ariana Grande - "This Is Me" – Keala Settle                                                    | - "Rewrite the Stars" – Zac Efron feat. Zendaya - "End Game" – Taylor Swift feat. Ed Sheeran, Future - "Finesse (Remix)" – Bruno Mars feat. Cardi B - "Meant to Be" – Bebe Rexha feat. Florida Georgia Line - "The Middle" – Zedd feat. Maren Morris, Grey - "Pray for Me" – The Weeknd feat. Kendrick Lamar |
| Legkiemelkedőbb zenész | Legjobb nemzetközi zenész |
| - Khalid - Bazzi - Lauv - Logic - Marshmello - SZA | - BTS - Blackpink - CNCO - Exo - Got7 - Super Junior |
| Legjobb nyári együttes | Legjobb nyári szám |
| - 5 Seconds of Summer - The Chainsmokers - Dan + Shay - Imagine Dragons - Maroon 5 - Panic! at the Disco | - "Back to You" – Selena Gomez - "Familiar" – Liam Payne feat. J Balvin - "Girls Like You" – Maroon 5 feat. Cardi B - "Nice for What" – Drake - "One Kiss" – Calvin Harris feat. Dua Lipa - "Youngblood" – 5 Seconds of Summer                                                                               |
| Legjobb férfi nyári zenész | Legjobb női nyári zenész |
| - Shawn Mendes - Kane Brown - Niall Horan - Liam Payne - Charlie Puth - Zayn | - Camila Cabello - Cardi B - Selena Gomez - Ariana Grande - Halsey - Meghan Trainor |
| Legjobb nyári turné | Következő nagy dobás |
| - Harry Styles – Harry Styles: Live on Tour - Niall Horan – Flicker World Tour - Jay-Z, Beyoncé – On the Run II Tour - Charlie Puth – Voicenotes Tour - Taylor Swift – Reputation Stadium Tour - Top Dawg Entertainment – The Championship Tour                       | - Jackson Wang - Blackpink - MattyBRaps - NCT - Jacob Sartorius - Stray Kids |

### Divat
| Legszexibb férfi                                                                               | Legszexibb nő                                                                                   |
| ---------------------------------------------------------------------------------------------- | ----------------------------------------------------------------------------------------------- |
| - Cole Sprouse - Chadwick Boseman - Zac Efron - Grant Gustin - Chris Hemsworth - Shawn Mendes  | - Lauren Jauregui - Hailey Baldwin - Selena Gomez - Olivia Holt - Kendall Jenner - Yara Shahidi |
| Legjobb stílusikon                                                                             |                                                                                                 |
| - Harry Styles - Chadwick Boseman - Blake Lively - Meghan, Duchess of Sussex - Migos - Zendaya |                                                                                                 |

### Sport
| Legjobb férfi atléta                                                                 | Legjobb női atléta                                                                                                 |
| ------------------------------------------------------------------------------------ | --- |
| - LeBron James - Stephen Curry - Red Gerard - Adam Rippon - J. J. Watt - Shaun White | - Serena Williams - Chloe Kim - Mirai Nagasu - Mikaela Shiffrin - Amerikai női jégkorong-válogatott - Lindsey Vonn |

### Web
| Legjobb férfi közösségi sztár                                                               | Legjobb női közösségi sztár                                                                     |
| ------------------------------------------------------------------------------------------- | ----------------------------------------------------------------------------------------------- |
| - The Dolan Twins - Cameron Dallas - Joey Graceffa - Ryan Higa - Collins Key - Tyler Oakley | - Liza Koshy - Eva Gutowski - Merrell Twins - Bethany Mota - Lele Pons - Lilly Singh            |
| Legjobb humoros közösségi sztár                                                             | Legjobb zenés közösségi sztár                                                                   |
| - Liza Koshy - The Dolan Twins - Collins Key - Miranda Sings - Lele Pons - Lilly Singh      | - Erika Costell - Anitta - Chloe x Halle - Jack & Jack - Johnny Orlando - Noah Schnacky         |
| Legjobb divat közösségi sztár                                                               | Legjobb Muser sztár                                                                             |
| - James Charles - Dulce Candy - Kandee Johnson - Shay Mitchell - NikkieTutorials - Zoella   | - Mackenzie Ziegler - Baby Ariel - Loren Gray - Holly H - Sofia Santino - Valentina Schulz      |
| Legjobb Intstagram sztár                                                                    | Legjobb Twitter sztár                                                                           |
| - Selena Gomez - Lucy Hale - Dwayne Johnson - John Mayer - Will Smith - Justin Timberlake   | - Anna Kendrick - Mark Hamill - Mindy Kaling - Kumail Nanjiani - Ryan Reynolds - Chrissy Teigen |
| Legjobb YouTube videós                                                                      | Legjobb Snapchat sztár                                                                          |
| - Liza Koshy - DanTDM - The Dolan Twins - Merrell Twins - Lele Pons - Lilly Singh           | - Ariana Grande - Ethan Dolan - Grayson Dolan - Kendall Jenner - Demi Lovato - Meghan Trainor   |

### Egyéb
| Legjobb táncos | Legjobb humorista                                                                            |
| --- | -------------------------------------------------------------------------------------------- |
| - Maddie Ziegler - Cheryl Burke - Jenna Dewan - Derek Hough - Les Twins - tWitch                                                                | - The Dolan Twins - James Corden - Ellen DeGeneres - Jimmy Fallon - Kevin Hart - Lilly Singh |
| Legjobb videojáték | Legjobb modell                                                                               |
| - Fortnite - Fire Emblem Heroes - The Legend of Zelda: Breath of the Wild - Overwatch - PlayerUnknown's Battlegrounds - Super Mario Odyssey     | - Gigi Hadid - Adwoa Aboah - Romeo Beckham - Kaia Gerber - Bella Hadid - Jaden Smith         |
| Legjobb rajongók |                                                                                              |
| - BTS – BTS Army - Blackpink – Blinks - CNCO – CNCOwners - One Direction – Directioners - Fifth Harmony – Harmonizers - Taylor Swift – Swifties |                                                                                              |

## Fordítás
- Ez a szócikk részben vagy egészben  a(z)   2018 Teen Choice Awards című angol Wikipédia-szócikk fordításán alapul.  Az eredeti cikk szerkesztőit annak laptörténete sorolja fel. Ez a jelzés csupán a megfogalmazás eredetét és a szerzői jogokat jelzi, nem szolgál a cikkben szereplő információk forrásmegjelöléseként.